# Buathra perplexa
Buathra perplexa är en stekelart som först beskrevs av Cresson 1879.  Buathra perplexa ingår i släktet Buathra och familjen brokparasitsteklar. Inga underarter finns listade.